# Tempo di Blues
Tempo di Blues è il primo album di Laura Valente, uscito nel 1986. A tutt'oggi è l'unico album pubblicato dalla cantante a proprio nome.

## Descrizione
Nel 1984 la Fonit Cetra decide di mettere sotto contratto Laura Valente, per un periodo di circa quattro anni. Tra gli artisti di spicco già legati all'etichetta spicca il nome di Mango. Il produttore Alberto Salerno, impegnato allora a seguire la Valente, l'aveva messa in contatto con l'artista potentino l'anno prima. L'incontro fra i due sarà particolarmente fortunato. Mango diverrà presto compagno, quindi marito, della cantante, mentre sul piano artistico si getteranno le basi per le prime prove discografiche.
A fare da anteprima all'uscita dell'album è il 45 giri Tempo di Blues/Isole nella corrente, pubblicato nel 1985, e l'anno successivo viene lanciato l'LP. Le stesse due tracce scelte per il singolo mostrano in maniera significativa le doti vocali di Laura Valente.
Tutti i brani dell'album sono scritti da Mango con Alberto Salerno, produttore dell'intero lavoro; gli arrangiamenti sono affidati a Mauro Paoluzzi.

## Tracce
1. Tempo di Blues - 4:58 (A. Salerno - P. Mango)
2. La farfalla - 3:41 (A. Salerno - P. Mango)
3. Put me down - 4:07 (A. Salerno - P. Mango)
4. Che strana estate - 4:49 (A. Salerno - P. Mango)
5. Lupo rosso - 4:49 (A. Salerno - P. Mango)
6. Chinatown - 4:47 (A. Salerno - P. Mango)
7. Goodbye - 4:05 (A. Salerno - P. Mango)
8. Isole nella corrente - 5:33 (A. Salerno - P. Mango)

## Singoli
- Tempo di Blues / Isole nella corrente - (1985)